# Хорват, Чаба (гребец)
Ча́ба Хо́рват (венг. Csaba Horváth; 7 июня 1971, Будапешт) — венгерский гребец-каноист, выступал за сборную Венгрии на всём протяжении 1990-х годов. Чемпион летних Олимпийских игр в Атланте, двенадцатикратный чемпион мира, двукратный чемпион Европы, победитель многих регат национального и международного значения.

## Биография
Чаба Хорват родился 7 июня 1971 года в Будапеште. Активно заниматься греблей начал в раннем детстве, проходил подготовку в будапештском спортивном клубе «Чепель».
Первого серьёзного успеха на взрослом международном уровне добился в 1993 году, когда попал в основной состав венгерской национальной сборной и побывал на чемпионате мира в Копенгагене, откуда привёз награду золотого достоинства, выигранную в зачёте двухместных каноэ на дистанции 500 метров. Год спустя выступил на мировом первенстве в Мехико, где трижды становился серебряным призёром и один раз стал чемпионом — в километровой гонке байдарок-четвёрок. Ещё через год на аналогичных соревнованиях в немецком Дуйсбурге показал выдающиеся результаты, одержал победу во всех пяти дисциплинах, в которых принимал участие: одолел всех соперников в двойках на 200, 500 и 1000 метрах, а также в четвёрках на 200 и 500 метрах.
Благодаря череде удачных выступлений Хорват удостоился права защищать честь страны на летних Олимпийских играх 1996 года в Атланте — стартовал в двухместном экипаже вместе с напарником Дьёрдем Колоничем на пятистах и тысяче метрах, в первом случае завоевал золото, тогда как во втором вынужден был довольствоваться бронзовой наградой, проиграв в решающем заезде экипажам из Германии и Румынии.
Став олимпийским чемпионом, Хорват остался в основном составе гребной команды Венгрии и продолжил принимать участие в крупнейших международных регатах. Так, в 1997 году он представлял страну на возобновлённом чемпионате Европы в болгарском Пловдиве, где получил серебряную и две золотые медали. Кроме того, участвовал в зачёте чемпионата мира в канадском Дартмуте, добавив в послужной список два серебра и два золота. В следующем сезоне на домашнем мировом первенстве в Сегеде трижды поднимался на верхнюю ступень пьедестала почёта, в двойках на пятистах метрах, а также в четвёрках на пятистах и тысяче метрах, став таким образом двенадцатикратным чемпионом мира.
В 1999 году выступил на чемпионате мира в Милане, взял бронзу в программе четырёхместных каноэ на километровой дистанции. Вскоре по окончании этих соревнований принял решение завершить карьеру профессионального спортсмена, уступив место в сборной молодым венгерским гребцам.